# Гюзелев, Никола
Никола Николаев Гюзелев (болг. Никола Николаев Гюзелев; 17 августа 1936, Павликени, Третье Болгарское царство — 16 мая 2014, София, Болгария) — болгарский оперный певец. Народный артист НРБ (1971).

## Биография
Его отец, Николай Гюзелев, садовник по профессии, превосходно играл на скрипке. Мать, Елисавета, была швеей, но в молодости играла в любительских театрах. Интерес к опере пробудился у будущего певца в 15-летнем возрасте, когда он услышал по радио монолог Бориса из оперы «Борис Годунов» Мусоргского в исполнении Эдмонда Косовски.
Изучал живопись в Болгарской Национальной академии искусств, в 1954 г. поступил в Академию Национальной оперы Софии. С 1955 г начал заниматься вокалом у оперного знаменитого оперного тенора Илии Йосифова, а с 1960 г. — у баритона Кристо Брамбарова. С 1960 г. был стажером, с 1961 г. — постоянным артистом в Народной опере, где он дебютировал 27 июня 1961 г. в роли Тимура в опере Джакомо Пуччини «Турандот». Основное внимание в своей работе певец уделял русскому и итальянскому репертуару. За время своей карьеры, продлившейся более 50 лет, он исполнил более 70 ролей, включая роль Пимена в «Борисе Годунове» Модеста Мусоргского, благодаря которой он получил международной признание в 1963 г.
В 1962 г. был награждён золотой медалью на Международном молодёжном фестивале в Хельсинки, а на следующий год — первым призом и золотой медалью на II Международном конкурсе молодых оперных певцов в Софии за роль Филиппа II в «Дон Карлосе». В 1963 г. последовал международный дебют в Барселоне, затем — гастроли с Оперным ансамблем Софии по Западной Европе.
В 1966 г. с большим успехом выступил в оперном театре «Метрополитен» в Нью-Йорке. Выступал в Берлинской Государственной опере, в миланском театре «Ла Скала», в Венской Государственной опере и в лондонском театре «Ковент-Гарден». В 1968 г. на сцене театра «Реджо» в Парме добился большого успеха с ролью Аттилы из одноимённой опере Верди.
Среди осуществлённых записей — Симфония № 13 Шостаковича c под управлением Мстислава Ростроповича, «Борис Годунов» Мусоргского под управлением Клаудио Аббадо, «Сказки Гофмана» Оффенбаха под управлением Андре Клюитенса и др.
В 1994 г. Парме получил награду «Золотой Верди». Среди наград — орден «Кирилл и Мефодий» — Первая степень, орден «Стара Планина» — Первая степень, Народный артист Народной Республики Болгария, Димитровская награда, призы «Золотая Лира», «Золотое перо», «Комендаторе Республики Италия» и другие.